# ريمي ماثيوز
ريمي ماثيوز (بالإنجليزية: Remi Matthews)‏ هو لاعب كرة قدم بريطاني في مركز حراسة المرمى، ولد في 10 فبراير 1994 في Gorleston-on-Sea ‏ في المملكة المتحدة. لعب مع نادي بيرتن ألبيون ونادي دونكاستر روفرز ونورويتش سيتي.

## وصلات خارجية
- ريمي ماثيوز على موقع قاعدة بيانات كرة القدم.إي يو (الإنجليزية)
- ريمي ماثيوز على موقع Soccerbase.com (لاعب) (الإنجليزية)
- ريمي ماثيوز على موقع Soccerway.com (الإنجليزية)
- ريمي ماثيوز على موقع عالم كرة القدم.نت (الإنجليزية)